# Языкович, Валентин Фёдорович
Валентин Фёдорович Языкович (бел. Валянцін Фёдаравіч Языковіч; 1926 — 16 июля 1984, Минск, Белорусская ССР, СССР) — советский хозяйственный, государственный и партийный деятель.

## Биография
Родился в 1926 году. Член ВКП(б) с 1949 года.

### Образование
В 1950 окончил Белорусский политехнический институт.
В 1958 окончил Высшую партийную школу при ЦК КПСС.

### Трудовая деятельность
С 1950 года — на хозяйственной, общественной и политической работе. В 1950—1970 гг. — мастер, начальник отделения, заместитель начальника цеха Минского подшипникового завода, заместитель заведующего Промышленно-транспортным отделом Минского городского комитета КП Беларуси, 2-й секретарь Советского районного комитета КП Беларуси города Минска, 1-й секретарь Октябрьского районного комитета КП Беларуси города Минска, 2-й секретарь Минского областного комитета КП Беларуси, 1-й секретарь Гродненского промышленного областного комитета КП Беларуси, 1-й секретарь Гомельского областного комитета КП Беларуси.
Избирался депутатом Верховного Совета СССР 7-го созыва.
Похоронен на Восточном кладбище.